# Dawson's Creek
Dawson's Creek var en amerikansk TV-serie og teenagedrama.
Serien havde premiere fra den 20. januar 1998 og kørte frem til 14. maj 2003 på WB Television Network. Skaberen af serien er Kevin Williamson, og serien er filmet i Wilmington og Durham i North Carolina. Det var den første serie, som prøvede at tage tråden op efter succes-serien Beverly Hills 90210.
Serien er rettet mod teenagere og handler om fire venner, der går på high school, og som bor i den fiktive landsby Capeside i Massachusetts. Hovedpersonerne er Dawson Leery, Joey Potter, Pacey Witter, Jen Lindley, Andie McPhee og Jack McPhee. Serien begynder med at Jen flytter fra New York til sin mormor i Capeside. Drengen Dawson bliver derefter forelsket i Jen. De kommer sammen men slår til sidst op. Dawson bliver forelsket i barndomsvennen Joey. Men Joey kommer sammen med Jack, der viser sig at være homoseksuel. De unge i serien støder på mange hverdagsproblemer, som de senere løser.

## Hovedkarakterer
| Skuespiller         | Rolle                   |
| ------------------- | ----------------------- |
| James Van Der Beek  | Dawson Leery            |
| Katie Holmes        | Josephine 'Joey' Potter |
| Michelle Williams   | Jen Lindley             |
| Joshua Jackson      | Pacey Witter            |
| Kerr Smith          | Jack McPhee             |
| Meredith Monroe     | Andie McPhee            |
| Busy Philipps       | Audrey Liddell          |
| Mary-Margaret Humes | Gail Leery              |
| John Wesley Shipp   | Mitch Leery             |
| Mary Beth Peil      | Evelyn 'Grams' Ryan     |
| Nina Repeta         | Bessie Potter           |